# Olympische Sommerspiele 1996/Teilnehmer (Neuseeland)
| Gelbes Symbol für Goldmedaillen mit stilisierten Olympischen Ringen | Graues Symbol für Silbermedaillen mit stilisierten Olympischen Ringen | Braundes Symbol für Bronzemedaillen mit stilisierten Olympischen Ringen |
| ------------------------------------------------------------------- | --------------------------------------------------------------------- | ----------------------------------------------------------------------- |
| 3                                                                   | 2                                                                     | 1                                                                       |

Neuseeland nahm an den Olympischen Sommerspielen 1996 in der US-amerikanischen Metropole Atlanta mit einer Delegation von 95 Sportlern (66 Männer und 29 Frauen) teil.

## Medaillengewinner
Mit drei gewonnenen Gold-, zwei Silber- und einer Bronzemedaille belegte das neuseeländische Team Platz 26 im Medaillenspiegel.

### Gold
| Name          | Sportart  | Wettkampf                             |
| ------------- | --------- | ------------------------------------- |
| Blyth Tait    | Reiten    | Vielseitigkeit, Einzel                |
| Danyon Loader | Schwimmen | 200 Meter Freistil 400 Meter Freistil |

### Silber
| Name            | Sportart | Wettkampf              |
| --------------- | -------- | ---------------------- |
| Sally Clark     | Reiten   | Vielseitigkeit, Einzel |
| Barbara Kendall | Segeln   | Frauen, Windsurfen     |

### Bronze
| Name(n)                                                        | Sportart | Wettkampf                  |
| -------------------------------------------------------------- | -------- | -------------------------- |
| Victoria Latta, Vaughn Jefferis, Andrew Nicholson & Blyth Tait | Reiten   | Vielseitigkeit, Mannschaft |

## Teilnehmer nach Sportarten

### Badminton
- Rhona Robertson
Frauen, Einzel: 17. Platz
Frauen, Doppel: 9. Platz

- Tammy Jenkins
Frauen, Doppel: 9. Platz

### Bogenschießen
- Andrew Lindsay
Einzel: 46. Platz

### Boxen
- Garth Da Silva
Schwergewicht: 9. Platz

### Judo
- Steve Corkin
Leichtgewicht: 9. Platz

- Daniel Gowing
Halbschwergewicht: 9. Platz

### Kanu
- Owen Hughes
Einer-Kajak, Slalom: 31. Platz

### Leichtathletik
- Gus Nketia
100 Meter: Viertelfinale

- Chris Donaldson
100 Meter: Vorläufe
200 Meter: Vorläufe

- Mark Keddell
200 Meter: Vorläufe

- Matthew Coad
200 Meter: Vorläufe

- Martin Johns
1500 Meter: Vorläufe

- Jonathan Wyatt
5000 Meter: Halbfinale

- Robbie Johnston
10.000 Meter: Vorläufe

- Sean Wade
Marathon: 83. Platz

- Scott Nelson
20 Kilometer Gehen: 32. Platz

- Craig Barrett
50 Kilometer Gehen: 33. Platz

- Gavin Lovegrove
Speerwurf: 23. Platz in der Qualifikation

- Doug Pirini
Zehnkampf: 24. Platz

- Toni Hodgkinson
Frauen, 800 Meter: 8. Platz

- Anne Hare
Frauen, 5000 Meter: 13. Platz

- Nyla Carroll
Frauen, 10.000 Meter: Vorläufe

- Lorraine Moller
Frauen, Marathon: 46. Platz

- Chantal Brunner
Frauen, Weitsprung: 9. Platz

- Beatrice Faumuina
Frauen, Diskuswurf: 23. Platz in der Qualifikation

### Radsport
- Ric Reid
Straßenrennen, Einzel: 66. Platz

- Brian Fowler
Straßenrennen, Einzel: DNF

- Scott Guyton
Straßenrennen, Einzel: DNF

- Glen Mitchell
Straßenrennen, Einzel: DNF

- Darren McKenzie-Potter
Sprint: 2. Runde
1000 Meter Zeitfahren: 14. Platz

- Gary Anderson
4000 Meter Einzelverfolgung: 13. Platz

- Greg Henderson
4000 Meter Mannschaftsverfolgung: 8. Platz

- Brendon Cameron
4000 Meter Mannschaftsverfolgung: 8. Platz

- Tim Carswell
4000 Meter Mannschaftsverfolgung: 8. Platz

- Julian Dean
4000 Meter Mannschaftsverfolgung: 8. Platz

- Glenn McLeay
Punktennen: 9. Platz

- Susy Pryde
Frauen, Straßenrennen, Einzel: 31. Platz

- Rebecca Bailey
Frauen, Straßenrennen, Einzel: 33. Platz
Frauen, Einzelzeitfahren: 22. Platz

- Jacqui Nelson
Frauen, Straßenrennen, Einzel: DNF
Frauen, Einzelzeitfahren: 20. Platz
Frauen, Punkterennen: 8. Platz

- Donna Wynd
Frauen, Sprint: 2. Runde

- Sarah Ulmer
Frauen, 3000 Meter Einzelverfolgung: 7. Platz

- Kathleen Lynch
Frauen, Mountainbike, Cross-Country: 8. Platz

### Reiten
- Daniel Meech
Springreiten, Einzel: 69. Platz in der Qualifikation

- Blyth Tait
Vielseitigkeit, Mannschaft: Gold 
Vielseitigkeit, Mannschaft: Bronze

- Sally Clark
Vielseitigkeit, Einzel: Silber

- Andrew Nicholson
Vielseitigkeit, Mannschaft: Bronze 
Vielseitigkeit, Einzel: DNF

- Vaughn Jefferis
Vielseitigkeit, Mannschaft: Bronze

- Vicky Latta
Vielseitigkeit, Mannschaft: Bronze

### Rudern
- Rob Waddell
Einer: 7. Platz

- Toni Dunlop
Zweier ohne Steuermann: 5. Platz

- Dave Schaper
Zweier ohne Steuermann: 5. Platz

- Alastair Mackintosh
Vierer ohne Steuermann: Viertelfinale

- Ian Wright
Vierer ohne Steuermann: Viertelfinale

- Christopher White
Vierer ohne Steuermann: Viertelfinale

- Scott Brownlee
Vierer ohne Steuermann: Viertelfinale

- Rob Hamill
Leichtgewichts-Doppelzweier: Halbfinale

- Mike Rodger
Leichtgewichts-Doppelzweier: Halbfinale

- Philippa Baker
Frauen, Leichtgewichts-Doppelzweier: 6. Platz

- Brenda Lawson
Frauen, Leichtgewichts-Doppelzweier: 6. Platz

### Schießen
- Stephen Petterson
Kleinkaliber, liegend: 36. Platz

- Brant Woodward
Trap: 42. Platz

### Schwimmen
- Nick Tongue
50 Meter Freistil: 40. Platz
4 × 100 Meter Freistil: 9. Platz

- Trent Bray
100 Meter Freistil: 31. Platz
200 Meter Freistil: 20. Platz
4 × 100 Meter Freistil: 9. Platz
4 × 200 Meter Freistil: 9. Platz
4 × 100 Meter Lagen: 14. Platz

- Danyon Loader
200 Meter Freistil: Gold 
400 Meter Freistil: Gold 
4 × 100 Meter Freistil: 9. Platz
4 × 200 Meter Freistil: 9. Platz
100 Meter Schmetterling: 34. Platz
200 Meter Schmetterling: 19. Platz
4 × 100 Meter Lagen: 14. Platz

- Scott Cameron
1500 Meter Freistil: 27. Platz
4 × 200 Meter Freistil: 9. Platz

- John Steel
4 × 100 Meter Freistil: 9. Platz

- Murray Burdan
4 × 200 Meter Freistil: 9. Platz

- Jonathan Winter
100 Meter Rücken: 23. Platz
4 × 100 Meter Lagen: 14. Platz

- Paul Kent
100 Meter Brust: 14. Platz
4 × 100 Meter Lagen: 14. Platz

- Alison Fitch
Frauen, 50 Meter Freistil: 35. Platz
Frauen, 100 Meter Freistil: 29. Platz
Frauen, 4 × 200 Meter Freistil: 11. Platz
Frauen, 4 × 100 Meter Lagen: 19. Platz

- Dionne Bainbridge
Frauen, 200 Meter Freistil: 15. Platz
Frauen, 400 Meter Freistil: 14. Platz
Frauen, 4 × 200 Meter Freistil: 11. Platz

- Sarah Catherwood
Frauen, 4 × 200 Meter Freistil: 11. Platz

- Anna Wilson
Frauen, 4 × 200 Meter Freistil: 11. Platz
Frauen, 100 Meter Brust: 31. Platz
Frauen, 200 Meter Lagen: 25. Platz
Frauen, 400 Meter Lagen: 24. Platz
Frauen, 4 × 100 Meter Lagen: 19. Platz

- Lydia Lipscombe
Frauen, 100 Meter Rücken: 11. Platz
Frauen, 200 Meter Rücken: 24. Platz
Frauen, 4 × 100 Meter Lagen: 19. Platz

- Anna Simcic
Frauen, 300 Meter Rücken: 6. Platz
Frauen, 4 × 100 Meter Lagen: 19. Platz

### Segeln
- Aaron McIntosh
Windsurfen: 4. Platz

- Craig Monk
Finn-Dinghy: 13. Platz

- Rohan Cooke
470er: 22. Platz

- Andrew Stone
470er: 22. Platz

- Hamish Pepper
Laser: 10. Platz

- Rod Davis
Star: 5. Platz

- Donald Cowie
Star: 5. Platz

- Rex Sellers
Tornado: 15. Platz

- Brian Jones
Tornado: 15. Platz

- Kelvin Harrap
Soling: 14. Platz

- Sean Clarkson
Soling: 14. Platz

- Jamie Gale
Soling: 14. Platz

- Barbara Kendall
Frauen, Windsurfen: Silber

- Sharon Ferris
Frauen, Europe: 5. Platz

- Leslie Egnot
Frauen, 470er: 16. Platz

- Janet Shearer
Frauen, 470er: 16. Platz

### Tennis
- Brett Steven
Einzel: 33. Platz

### Tischtennis
- Li Chunli
Frauen, Einzel: 17. Platz

### Volleyball (Beach)
- Reid Hamilton
Herrenwettkampf: 17. Platz

- Glenn Hamilton
Herrenwettkampf: 17. Platz